# NGC 4613
NGC 4613 ist eine 15,2 mag helle Spiralgalaxie vom Hubble-Typ Sa im Sternbild Haar der Berenike am Nordsternhimmel. Sie ist schätzungsweise 221 Millionen Lichtjahre von der Milchstraße entfernt und hat einen Durchmesser von etwa 30.000 Lj.
Im selben Himmelsareal befinden sich u. a. die Galaxien NGC 4614, NGC 4615, IC 3644, IC 3646.
Das Objekt wurde am 9. Mai 1864 von Heinrich Louis d’Arrest entdeckt.